# El Sueño de Morfeo
El sueño de Morfeo (в переводе с исп. — «Сон Морфея») — испанская музыкальная группа. Основной стиль музыки — кельтский поп-рок. Представители Испании на конкурсе песни «Евровидение 2013», с песней «Contigo hasta el final».

## История
Группа сформирована в 2002 году под названием «Хема́» (астур. Xemá). Её первый диск вышел в том же году и назывался «Изнутри» («Del interior»), но он не получил большой популярности. Одновременно с работой над диском, музыканты этой группы — Давид и Ракель преподавали музыку в колледже неподалёку от города Овьедо. После этого диска, часть музыкантов покинули группу, часть продолжила преподавание музыки. В этом первом диске лучше чем в последующих прослеживается кельтский стиль музыки у группы. В 2003 году в группу приходит Хуан Луис и группа меняет название на «Сон Морфея» (El sueño de Morfeo). В 2005 году выходит и одноимённый диск группы, на котором несколько песен становятся особенно популярными: «Nunca volverá», «Esta soy yo», «Ojos de cielo». Группа с этого момента надежно лидирует в испанских чатах. За свой первый концертный тур группа дала более 100 концертов в разных городах Испании, на которых удалось собрать более миллиона человек. В 2005 году группа была признана «открытием года» (revelación en el año 2005). К выходу второго платинового диска в 2007 году «Увидимся в дороге» («Nos vemos en el camino») у группы уже было более 150.000 проданных копий первого диска «El sueño de Morfeo».
17 декабря 2012 года было решено[кем?], что группа представит Испанию на конкурсе песни Евровидение 2013 в Мальмё, Швеция. При этом, выступать группа будет сразу в финале конкурса 18 мая.

## Состав группы
- Вокал: Ракель дель Росарио Масиас (Raquel del Rosario Macías)
- Акустическая гитара и бэк вокал: Давид Фейто Родригес (David Feito Rodríguez)
- Электрогитара: Хуан Луис Суарес Гарридо (Juan Luis Suárez Garrido)
- Виолончелль: Диего Галас, Роберто Хавонеро (Diego Galaz, Roberto Jabonero)
- Бас: Хави Мендес (Javi Mendez)
- Ударные: Исраэль Санчес (Israel Sánchez)
- Прочие: Рикардо Соверано (Ricardo Soberado)